# Pd Matinggi Sim
Pd Matinggi Sim is een bestuurslaag in het regentschap Padang Lawas Utara van de provincie Noord-Sumatra, Indonesië. Pd Matinggi Sim telt 262 inwoners (volkstelling 2010).